# G.B.F.
Pour les articles homonymes, voir GBF.
Pour plus de détails, voir Fiche technique et Distribution.
G.B.F. (pour Gay Best Friend) est un film indépendant américain de comédie réalisé par Darren Stein (en) et sorti en 2014.
Avant sa sortie en 2014, le film a été diffusé en avant-première au festival du film de Tribeca en 2013.

## Synopsis
Dans un lycée de banlieue, les groupes de Reines de l'école sont tous à la recherche du dernier accessoire à la mode : le G.B.F. (Gay Best Friend, soit Meilleur Ami Gay en français). Tanner et Brent sont deux lycéens qui cachent encore leur homosexualité. Brent rêve de devenir populaire et prépare un plan qui le mettra sous les feux de la rampe : faire son coming out pour devenir le nouveau chouchou des filles du lycée. Tanner cherche quant à lui à rester discret et passer des années lycée tranquilles. Mais leurs projets ne vont pas se passer comme ils le désiraient.

## Fiche technique
- Titre original : G.B.F.
- Réalisation : Darren Stein (en)
- Scénario : George Northy
- Montage : Phillip J. Bartell
- Direction artistique : Jacob Gillman
- Photographie : Jonathan Hall
- Musique : Brian H. Kim
- Décors : Siobhan O'Brien
- Costumes : Kit 'Pistol' Scarbo
- Production : Richard Bever, Stephen Israël, George Northy et Darren Stein (en)
- Producteurs exécutifs : Michael Anderson, Theodore Gildred III, Tom Gorai, Jennifer Levine, Patrick Loftus-Hills, Michelle Pollino, Christopher Sepulveda, David Skinner et Matthew Spain
- Sociétés de production : School Pictures, Parting Shots Media, Logolite Entertainment, ShadowCatcher Entertainment et Steakhaus Productions
- Société de distribution :
  -  États-Unis : Vertical Entertainment
  -  France : ACE Entertainment
- Budget : 3,2 millions $
- Pays d'origine : États-Unis
- Langue : anglais
- Format : Couleurs - 2.35:1 - Dolby Digital
- Genre : comédie
- Durée : 92 minutes
- Dates de sortie :
  - États-Unis : 19 mars 2013 (festival du film de Tribeca) ; 17 janvier 2014 (nationale)
  - France : 1er mai 2016 (sur Netflix France) ; 15 juin 2017 (vidéo à la demande)

## Distribution
- Michael J. Willett : Tanner Daniels
- Paul Iacono (en) : Brent Van Camp
- Sasha Pieterse : Fawcett Brooks
- Andrea Bowen : Shley Osgoode
- Xosha Roquemore (VF : Julie Manautines) : Caprice Winters
- Molly Tarlov : Sophie Aster
- Evanna Lynch : McKenzie Pryce
- Joanna « JoJo » Levesque : Soledad Braunstein
- Derek Mio : Glenn Cho
- Mia Rose Frampton (en) : Mindie
- Taylor Frey (VF : Adrien Solis) : Topher
- Brock Harris : Hamilton
- Anthony Garland : Christian
- Megan Mullally : Mrs. Van Camp
- Natasha Lyonne : Ms. Hoegel
- Rebecca Gayheart : Mrs. Daniels
- Jonathan Silverman : Mr. Daniels
- Horatio Sanz (en) : Principal Crowe

## Production
Le tournage du film s'est déroulé en 2012 à Los Angeles en Californie et a duré dix-huit jours.
L'actrice Raven-Symoné aurait pu jouer dans le film. En effet, elle était intéressée par le projet qui l'avait interpelé.
Un peu avant la sortie du film, le réalisateur Darren Stein (en) a désapprouvé la classification du film par la MPAA. Le film a été classé R pour « références sexuelles » soit l'équivalent d'un Interdit aux moins de 18 ans en France. Le réalisateur a réagi à cette classification sur sa page Facebook, déclarant :

« J'ai toujours pensé que G.B.F. serait PG-13 (soit déconseillé aux moins de 13 ans, l'équivalent d'un avertissement en France), mais on nous donne un R pour "références sexuelles" alors que nous n'avons pas un seul mot en F ("Fuck"), pas de nudité ou de violence dans le film. Peut-être qu'il devrait plutôt être indiqué "pour références homosexuelles" ou "trop de scènes avec des adolescents gays qui s'embrassent". Je me réjouis d'un monde où les adolescents queer peuvent exprimer leurs humours et désirs dans un teen movie doux et fun qui ne se retrouve pas classé R. »

En France, le film a été diffusé en festival en 2013 mais la sortie nationale du film a eu lieu le 1er mai 2016 seulement sur le service de streaming légal Netflix.

## Accueil

### Critiques
Le film a reçu un accueil positif recueillant 82 % de critiques positives, avec une note moyenne de 6.3/10 et sur la base de 38 critiques collectées sur le site agrégateur de critiques Rotten Tomatoes. Sur Metacritic, il obtient un score de 56/100 sur la base de 14 critiques collectées.